# St Bartholomew's Hospital
Il St. Bartholomew's Hospital, comunemente noto come Barts, è un policlinico universitario londinese fondato da Rahere nel 1123, attualmente gestito dal Barts Health NHS Trust. È uno dei più antichi e illustri ospedali al mondo.  Nel 1995 la facoltà di medicina del St. Bartholomews Hospital è stata accorpata al London Hospital Medical College, diventando Barts and The London School of Medicine and Dentistry, una parte dell’università Queen Mary di Londra.  L’ospedale è noto a livello internazionale per essere un centro d’eccellenza per le cure oncologiche e cardiologiche. Nel 2023 ha festeggiato il suo novecentesimo anniversario.

## Storia

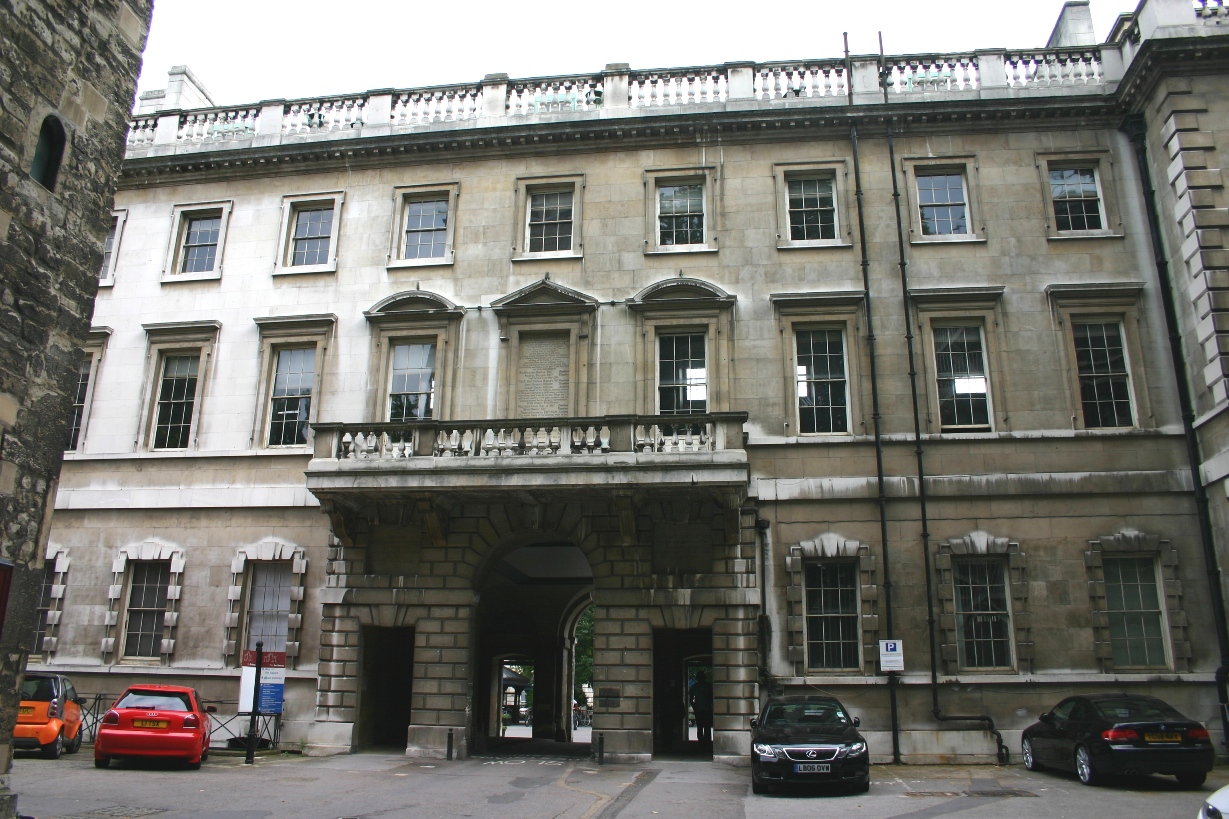
Facciata frontale del St Bartholomew's Hospital

### Le origini
Il St. Bartholomew’s Hospital è stato fondato nel 1123 da Rahere, un uomo di umili origini che divenne un cortigiano presso la corte di Re Enrico I. Gran parte delle informazioni riguardo alla vita di Rahere e alla fondazione dell’ospedale provengono da una raccolta di testimonianze, scritta nel 1180 da un monaco del priorato di St Bartholomew’s, intitolato “The Book of the Foundation of St. Bartholomew’s Church in London”.
Secondo la storia, Rahere andò in pellegrinaggio a Roma intorno al 1120. Qui si ammalò di malaria. Fu preso in cura da dei monaci presso un piccolo ospedale per i poveri vicino ad una chiesa dedicata a San Bartolomeo, edificata sull’isola Tiberina. Rahere, temendo la morte, fece un voto a Dio, promettendogli di fondare un ospedale nel caso in cui sarebbe guarito. Tornato in salute, iniziò il suo cammino verso casa, ma poco prima di arrivare finalmente a Londra ebbe una visione di San Bartolomeo. L’apostolo gli diede istruzioni riguardo alla fondazione di una chiesa in suo nome presso Smithfield. Rahere, perciò, al suo arrivo a casa intraprese i due obiettivi che si era preposto: la costruzione di un ospedale per i poveri, e la fondazione della Chiesa del priorato di San Bartolomeo. Smithfield, all’epoca, era un’area paludosa situata al di fuori delle vecchie mura cittadine, ritenuta da molti un posto poco adatto per un ospedale ed una chiesa. Ad ogni modo, Rahere ottenne il supporto del vescovo di Londra e del Re Enrico I, e sembrerebbe che il sito del priorato fu concesso proprio dal Re, mentre la terra dell’ospedale fu acquistata dai cittadini e poi donata a Rahere stesso. Non esiste nessuna donazione originale, ma è stata rinvenuta una carta del 1133 di Enrico I, nella quale il Re garantì la protezione nei confronti della nuova istituzione di St. Bartholomew, a Rahere ed ai poveri tenuti in cura nell’ospedale. È probabile che la chiesa fu fondata poco dopo rispetto all’ospedale, mentre la costruzione di quest’ultimo fu certamente completata prima della morte di Rahere.
Rahere morì nel 1143 e fu seppellito nella chiesa da lui fondata, sopravvissuta fino ad oggi con il nome di St Bartholomew the Great.

### L'ospedale medievale
Rahere era sia a capo del priorato che dell’ospedale, ma presto l’amministrazione di essi fu separata. L’ospedale adottò un proprio sigillo, simbolo di un’identità distinta dal priorato, ma ottenne la totale indipendenza solo nel 1420. Il St. Bartholomew’s Hospital dipendeva dalla carità e beneficenza dei cittadini di Londra, raccolta da Alfune, un amico di Rahere. Gli aiuti più consistenti venivano da macellai, mercanti di pesce della zona e da nobili inglesi che donavano denaro, terreni e proprietà.
L’ospedale medievale era gestito da un mastro (master), assieme a otto fratelli e quattro sorelle appartenenti all’ordine del priorato. Poche informazioni sono sopravvissute riguardo ai pazienti dei primi tempi, ma il primo malato di cui si ha notizia fu un uomo di nome Adwyne, o Alfunye. Egli arrivò all’ospedale poco dopo la sua fondazione affetto da una grave malattia (“grievous sickness”) che gli impediva il controllo degli arti. La sua condizione migliorò e nel tempo dovuto riuscì a riprendere il suo impiego di falegname. Dato che è implausibile che alcun trattamento disponibile all’epoca avrebbe potuto curare Adwyne, si pensa che egli abbia sofferto di una malattia autoimmune del sistema nervoso che può scomparire nel tempo.

L’ospedale medievale non solo si prendeva cura dei malati ma accettava anche i più anziani, donne incinte, bambini senza tetto e neonati della vicina prigione di Newgate. Si dice che Wat Tyler sia stato portato nell’ospedale dopo che fu ferito mortalmente durante la rivolta inglese dei contadini, annientata nelle vicinanze di Smithfield nel giugno del 1381.

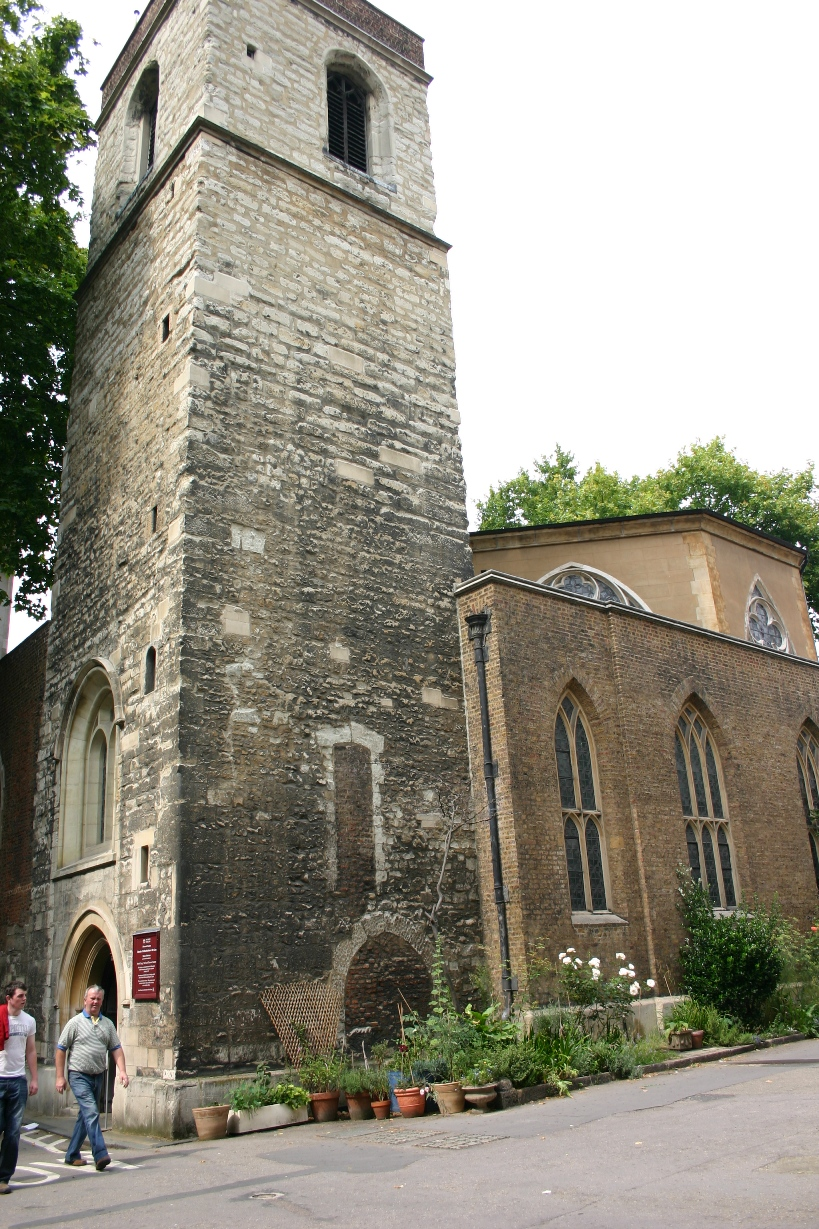
La torre medievale del St Bartholomew's Hospital

### Rifondazione
Nel 1539 Enrico VIII chiuse il priorato per via dello scioglimento dei monasteri. All’ospedale fu concesso di rimanere aperto ma il suo futuro era incerto, data l’assenza di guadagno con il quale portare avanti le sue tipiche funzioni. I cittadini di Londra erano molto preoccupati riguardo all’assenza di approvvigionamento per i poveri malati; perciò essi chiesero al Re di finanziare quattro ospedali della città, incluso il St. Bartholomew’s Hospital. Enrico VIII accettò la petizione e nel 1546 finanziò l’ospedale, garantendo la proprietà dei terreni e guadagni fissi al Bart.
Dopo la rifondazione, il ventaglio di servizi offerti dalla struttura fu drasticamente ridotto. Da quel momento in poi, il Barts non avrebbe più rappresentato un orfanotrofio, o un ospizio per i più anziani, ma offriva servizi per i malati-poveri. Quest’ultima funzione procedette bene: il numero dei letti d’ospedale vide un robusto aumento da 45 a 100 unità, e 800 pazienti furono dimessi dopo la guarigione tra il 1547 e il 1552. Ad ogni paziente dimesso, era richiesto di recitare ad alta voce una solenne preghiera di ringraziamento per la guarigione.
Un comitato di Governatori amministrava l’ospedale e vi erano addetti pagati, tra i quali un gestore, un custode e 8 sagrestani. Lo staff infermieristico consisteva di una caposala e dodici infermiere (“sisters”); 3 chirurghi avevano il compito di assistere i bisognosi giornalmente. Il primo medico regolare ad essere incaricato fu Roderigo Lopez nel 1567. Successivamente, egli divenne il medico della regina Elisabetta I, ma fu falsamente accusato di complotto nei confronti della monarca e venne così impiccato.

### XIX e XX secolo
L’unica struttura medievale rimasta al St. Bartholomew’s è la torre della chiesa di St. Bartholomew The Less. Tutte le costruzioni medievali furono demolite durante il piano di ricostruzioni portato avanti dal design dell’architetto James Gibbs nel XVIII secolo. L’Ala Nord (North Wing), incluso l’ingresso principale (Great Hall), e le Ali Est e Ovest, sono edifici originali dell’architetto Gibbs. La famosa porta Henry VIII, che è l’accesso all’ospedale da West Smithfield, fu costruita nel 1702. La fontana nella piazza fu aggiunta successivamente, nel 1859. Le fondamenta della scuola medica (Medical School), furono gettate verso la fine del diciassettesimo secolo, ma fu il chirurgo e professore John Abernethy a persuadere i governatori della struttura a dare alla Scuola Medica un riconoscimento formale nel 1822. Il primo guardiano della Scuola fu James Paget, che successivamente fu insignito della nomina di Sergeant Surgeon alla Regina Vittoria, che permise a Elizabeth Blackwell di studiare medicina presso il Barts nel 1850. Dopo la sua partenza, le studentesse di medicina furono vigorosamente escluse fino al 1947. Sebbene fu negato loro un ruolo medico, le donne erano a capo della cura infermieristica presso l’ospedale londinese da secoli, e una vera e propria scuola di infermiere (School of Nursing) fu inaugurata nel 1877, al fine di migliorare le abilità delle già formate infermiere. Conseguentemente, così come alle infermiere era richiesto di mantenere alti gli standard delle cure previste, veniva imposto di seguire delle regole ferree e severe riguardo al comportamento dei pazienti stessi in tutte le corsie. Tale regolamento veniva letto ad alta voce dalla caposala ogni settimana. I pazienti che fallivano nel conformarsi al registro venivano minacciati con il congedo dall’ospedale.

### Oggi
Nel 1948 il Barts fu incorporato nella National Health Service e, successivamente alla riorganizzazione avvenuta nel 1974, divenne una struttura volta all’insegnamento per i neo istituti City e Hackney Health District londinesi. Nel 1992 Sir Bernard Tomlison guidò un’inchiesta nel servizio alla salute della capitale inglese e suggerì la chiusura dell’antico ospedale, il quale non era più visto come una struttura sostenibile entro un servizio ormai ristrutturato. La minaccia al Barts entusiasmò un intenso dibattito pubblico e oltre un milione di firme furono raccolte per una petizione al fine di salvare l’ospedale nel suo sito di Smithfield. Due anni dopo la struttura fu annessa al Royal London Hospital, ma l’intenzione generale era quella di spingere verso la chiusura. Fu solo nel 1998 che il governo annunciò che il Barts dovesse rimanere aperto. Oggi forma parte del Barts e del NHS Trust insieme al Royal London Hospital prima menzionato e al London Chest Hospital.

## Scuola Medica
All’inizio della loro storia le università inglesi proponevano uno studio della medicina prettamente basato sulla consultazione di libri e testi scritti. Successivamente, quando nel Medioevo vennero riscoperti i testi Greci, lo studio della Teologia e della Legge, prima ampiamente promosso, venne sostituito da attività pratiche. Il medico, quindi, all’avvio dei suoi studi si sforzava di acquisire conoscenze pratiche, studiando l’anatomia di Vesalio, e traendo vantaggio dagli aforismi di Ippocrate e dagli scritti di Galeno.

Fin dall’ultimo quarto del XVIII secolo, la professione del medico era ben distinta da quella del chirurgo. I primi studiavano ancora presso le università come quelle di Edimburgo e Leiden. I secondi, al contrario, imparavano la loro disciplina sul campo, attraverso l’apprendistato. Lo studio più sistematico delle pratiche chirurgiche doveva ancora essere introdotto in Inghilterra, ma già da mezzo secolo prima erano disponibili corsi privati aperti agli abili praticanti e a chiunque avesse la possibilità di pagare le tasse. Il St. Bartholomew’s ebbe un ruolo centrale durante questo secolo nello sviluppo della medicina e della chirurgia ed inoltre nel promuovere l’unione delle due pratiche.

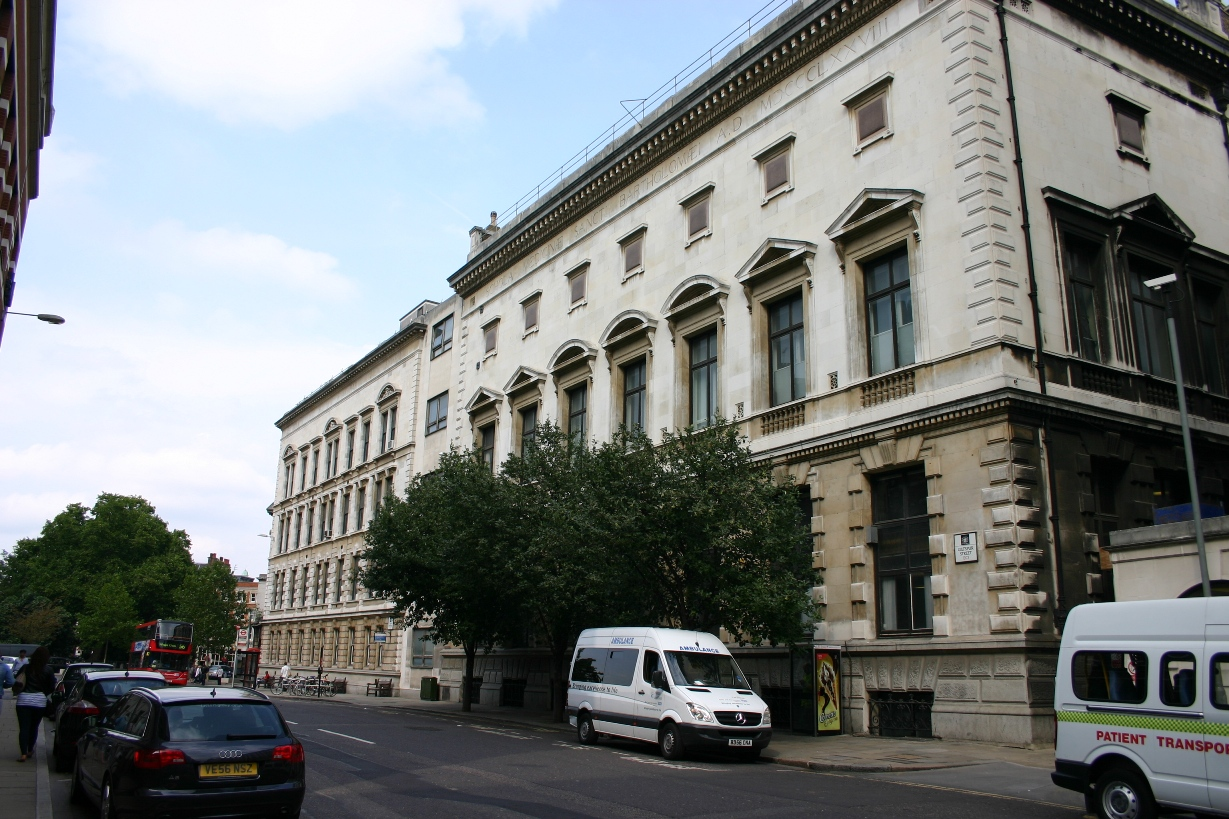
Scuola medica del St Bartholomew's Hospital.

Fin dall’inizio la scuola fu frequentata da studenti di tre diverse tipologie:
- i medici che praticavano effettivamente la medicina, i quali erano supervisionati dai dottori dell’ospedale, che li introducevano alle corsie e gli permettevano di assistere alle autopsie.
- I laureati di Oxford e Cambridge, che avevano appena conseguito la laurea in medicina, e che regolarmente frequentavano l’ospedale.
- L’insieme degli studenti che assistevano i chirurghi, i farmacisti e altri tirocinanti che dall’esterno ottenevano il permesso di seguire la pratica all’interno del Barts (gruppo più numeroso dei tre).

Sappiamo grazie a Sir Robert Christison, studente nel 1820, che vi erano solamente tre veri e propri studenti che affiancavano il Medico, tutti laureati in Medicina; allo stesso tempo ci è noto che vi erano invece diverse centinaia di apprendisti chirurghi, ai quali non era permesso l’accesso alle corsie mediche. Differentemente, ai tre allievi prediletti era permesso frequentare sia gli ambienti medici che chirurgici. Ciò testimonia come, già agli inizi del XIX secolo, vi furono dei primi avvicinamenti, se pur acerbi, fra la medicina e la chirurgia, che fino a questo momento venivano considerate pratiche a sé stanti.
La svolta della scuola medica della struttura si ebbe con Edward Nourse (1701-61), chirurgo presso il St. Bartholomew’s. Egli organizzava periodicamente dimostrazioni anatomiche nella sua residenza, e offriva corsi di operazioni chirurgiche e bendaggio. L’assistente di Edward Nourse, Percivall Pott, era esponente di rilievo al Barts. A lui si deve l’unione fra la “chirurgia barbarica” e la “moderna arte chirurgica". Egli è noto principalmente per la sua considerazione umana verso i pazienti; descrisse le amputazioni come:
(Percivall Pott.)

Egli stesso perse una gamba successivamente ad una caduta da cavallo, ed il suo nome è oggi associato alla malattia della colonna vertebrale di Pott e alla frattura di Pott; scrisse inoltre alcuni testi riguardo alle fratture, ai tumori e alle ferite.

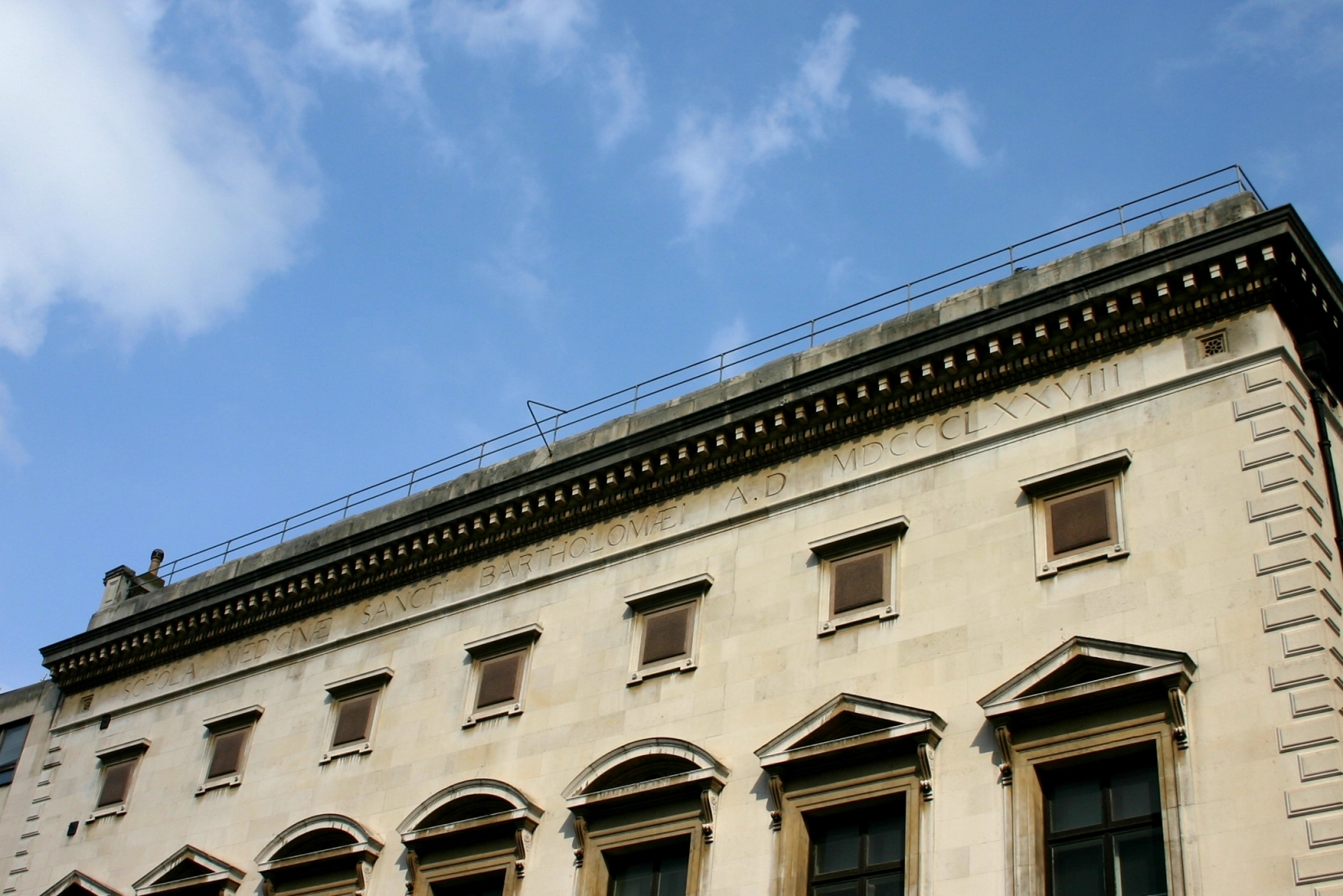
Facciata della scuola medica, St Bartholomew's Hospital.

Più tardi i corsi privati mantennero la loro importanza ma si spostarono all’interno dell’ospedale, anche grazie alla popolarità delle lezioni di John Abernethy, a cui fu assegnata la cattedra a partire dal 1788. Un’ampia gamma di discipline era insegnata, includendo la teoria e la pratica della medicina, con lo studio di materie quali anatomia, fisiologia, chirurgia, fisica, farmacia, ostetricia e di malattie di donne e bambini. Gli spazi dell’ospedale divennero presto troppo piccoli per contenere tutti gli studenti ed Abernethy convinse il governo a raccogliere denaro per allargare e migliorare le sale delle lezioni. In virtù delle sue idee avanguardiste, John Abernethy è ad oggi considerato il fondatore della Scuola di Medicina. Alla sua morte, il Barts poté vantarsi di essere la più grande scuola medica di Londra, che forniva un corso completo per gli studenti che si preparavano agli esami di medicina. La scuola medica ebbe una grande espansione durante il XIX secolo. Nel 1843 fu fondato un college residenziale con lo scopo di garantire un alloggio agli studenti. Anche la famiglia reale presto iniziò a mostrare interessi verso la scuola medica del Barts e nel 1879 il principe del Galles, Re Edward VII, raccolse i fondi destinati ad aprire la libreria ed il museo dell’ospedale londinese. Nel 1900 la Scuola di Medicina divenne una componente del college dell’università di Londra, nonostante fosse ancora composta da medici volontari e professori, senza alcun documento ufficiale. Lo stato della scuola cambiò radicalmente nel 1921 quando venne incorporata nella Royal Charter come “The Medical College of St Bartholomew’s Hospital in the City of London”.
La Scuola Medica del Barts preparò negli anni moltissimi studenti meritevoli, insigniti di varie importanti onorificenze. James Pagett stesso, nel 1850, promosse l’ammissione della prima studentessa di medicina, la famosa Elizabeth Blackwell. Tuttavia, sebbene tale atto dimostrasse un’ampia apertura mentale, 15 anni dopo un’altra studentessa, Ellen Colborne, fu costretta ad abbandonare il suo corso di studi presso il Barts a causa della prevalenza maschile sfavorevole all’ammissione di donne nella facoltà. Solamente nel 1947, circa un secolo dopo, le donne tornarono ad essere ammesse all’interno della Scuola Medica. La reputazione dello stesso college per l’eccellenza nell’insegnamento e nella ricerca continuò anche in epoca più recente. Nel 1995, con lo scopo di riuscire a dare ai propri studenti un insegnamento più ampio possibile sulle varie parti del corpo, il college venne accorpato con il London Hospital Medical College per diventare il Barts and The London School of Medicine and Dentistry, una parte dell’Università londinese “Queen Mary”.

## I Luoghi del Barts

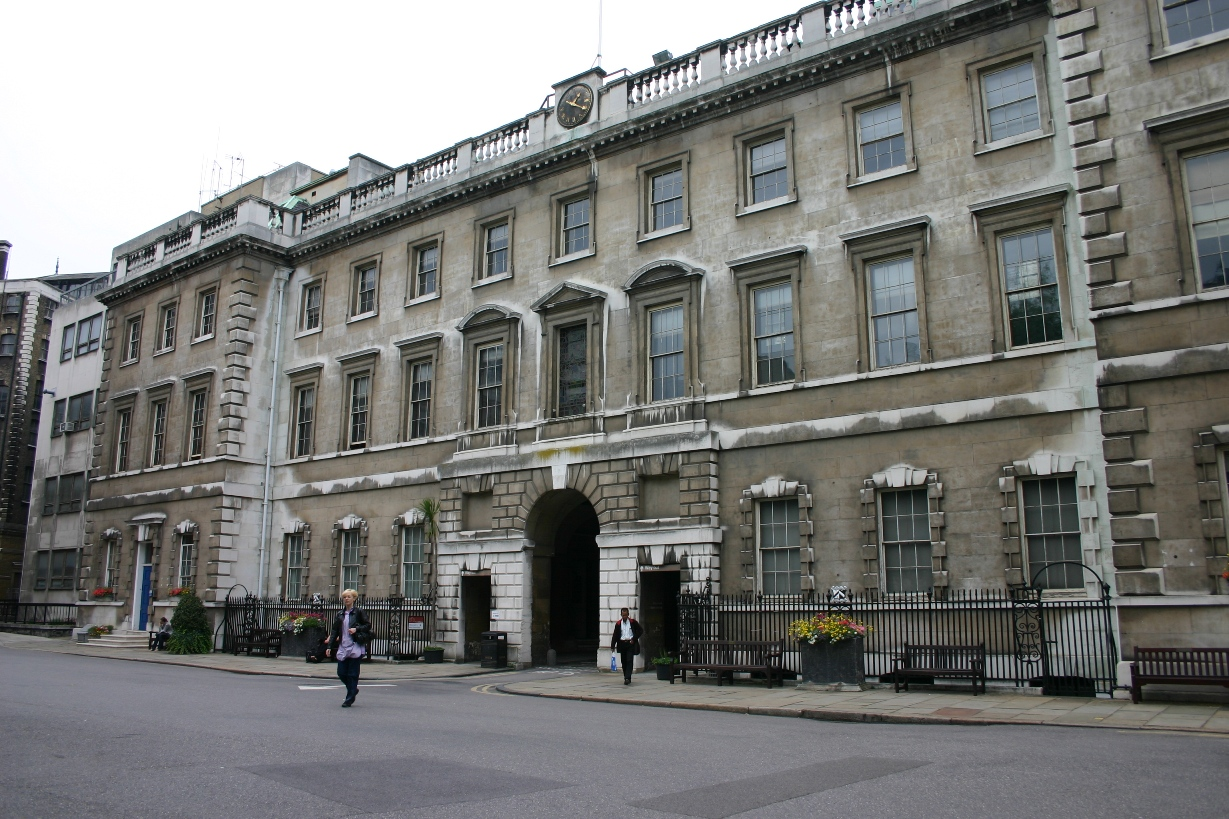
Ala Nord (North Wing) St Bartholomew's Hospital.

### The Square
La piazza del St. Bartholomew’s Hospital ospita un gruppo di edifici tra i più belli di Londra. La sua origine è riconducibile all’estate del 1723, quando il consiglio che gestiva l’ospedale decise di rimodernare le strutture medievali sopravvissute. Il progetto fu affidato all’architetto James Gibbs e approvato dal consiglio dei governatori nel Luglio del 1729. Il piano di rimodernamento prevedeva che venissero costruite quattro Ali distaccate intorno ad una piazza centrale. Le Ali Sud, Ovest e Est furono adibite ad ospitare trentasei nuovi reparti con quattordici letti ognuno, con lo scopo di far fronte ad un significativo aumento demografico. L’Ala Nord conteneva, invece, una grande sala per le riunioni del consiglio dei governatori, un ufficio per la contabilità, una stanza per l’accettazione e la dimissione dei pazienti e una stanza per il clero. Infine un “passage for coaches”, passaggio per le carrozze, attraversava il centro dell’Ala Nord, sovrastato al piano superiore dalla grande sala per le riunioni del consiglio. In totale furono necessari quarant’anni per terminare il lavoro.

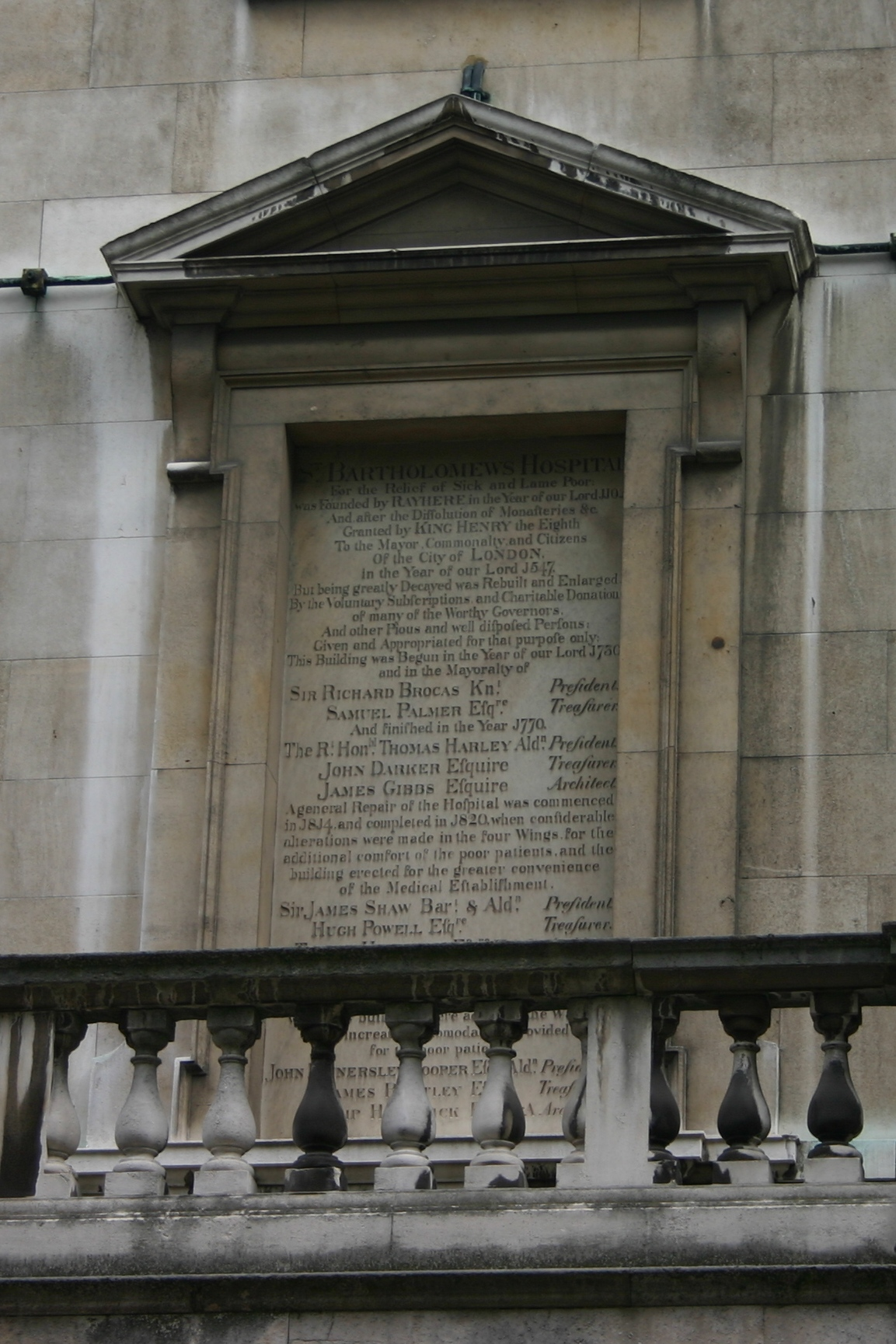
Incisione commemorativa storia del St Bartholomew's

 Oggi, nonostante diverse modifiche e solo tre edifici dei quattro originali rimasti in piedi, la piazza, fiore all'occhiello del progetto dell'architetto, è tutt’ora fortemente riconducibile al lavoro di James Gibbs. L’entrata principale è ancora come l’aveva pensata Gibbs: attraverso l’arcata sotto l’Ala Nord. Dirigendosi verso di essa e alzando lo sguardo verso il primo piano dell’edificio, si può notare un’incisione in pietra che commemora Rahere, la fondazione dell’ospedale e del monastero (curiosamente datata erroneamente all’anno 1102 invece che 1123), la seconda fondazione del Re Enrico VIII e la ristrutturazione dell’architetto James Gibbs. La pietra oggi affissa è una copia ottocentesca dell’originale. Sull’altro lato dell’arcata sono esposte altre due pietre incise con delle frasi tratte dal Libro dei Salmi. Gli interni della struttura vennero rimodernati nel 1926 e alcune pareti di pietra furono sostituite con dei nuovi pannelli che riportano scritti i nomi del personale dell’ospedale morto nella prima guerra mondiale e successivamente vennero aggiunti anche i caduti della Seconda Guerra Mondiale. Di fronte alla porta di ingresso è stato posta una colonnina ornamentale che sorregge una scatola che ricorda una delle tante “poor’s boxes” affisse sulle ali dell’ospedale che servivano a raccogliere le donazioni dei visitatori. L’area centrale cominciò ad essere abbellita nel 1859 con la costruzione di una fontana. Nel 1890 seguirono quattro lampioni ornamentali di cui solo due sono giunti fino ai giorni nostri. Infine furono aggiunti alla piazza sei aceri che donano colore. La piazza rappresenta il centro della vita dell’ospedale sin da quando fu costruita. Offre ancora oggi uno spettacolo visivo impareggiabile da nessun altro ospedale londinese.

### Smithfield
Il sito scelto per la fondazione del St. Bartholomew’s Hospital fu Smithfield, che nel 1123 era un luogo acquitrinoso fuori le mura della città. In accordo con la leggenda il luogo fu scelto da San Bartolomeo stesso, a cui la struttura deve il nome. Nel XIV e nel XV secolo il posto era utilizzato per tornei dove i cavalieri erano soliti partecipare alla giostra alla presenza del Re d’Inghilterra. Inoltre, il luogo è famoso per essere stato lo scenario di numerosi roghi di eretici, denunciati dalla Chiesa. Il primo rogo ebbe luogo nel 1400, ma Smithfield divenne noto sotto il regno della regina Mary quando John Rogers, John Bradfort, John Philpot, e molti altri protestanti furono condannati morte. Ad oggi un muro situato nei pressi dell’ospedale, all’angolo di Little Britain (una strada londinese) commemora i martiri di tale massacro. Ogni estate, per dodici secoli fino al 1854, Smithfiled fu lo scenario della famosa fiera di San Bartolomeo, che nel Medioevo fu una delle più grandi fiere di tessuti in Inghilterra. Originariamente si attribuisce la fondazione di tale evento al regno di Enrico II (1154-89) ma altre fonti sostengono che tale evento esistesse già a partire dal 1133.
Nel XVII secolo Ben Jonson scrisse un’opera teatrale nota come “Bartholomew Fair”, e successivamente anche Charles Dickens nel 1830 descrisse il mercato in Oliver Twist, che nel frattempo si era tramutato in una fiera di bestiame. Per molti secoli il caos del mercato era familiare ai molti visitatori del St. Bartholomew’s  e il suono degli animali accompagnava regolarmente il lavoro degli impiegati. Il 1855 diede luce all’ultima fiera. Dieci anni dopo iniziò la costruzione del mercato della carne che fu completato nel 1868. Nel frattempo fu costruita una linea sotterranea della metropolitana che funzionò fino al 1962, per poi essere convertita in un parcheggio.

### The Henry VIII Gate

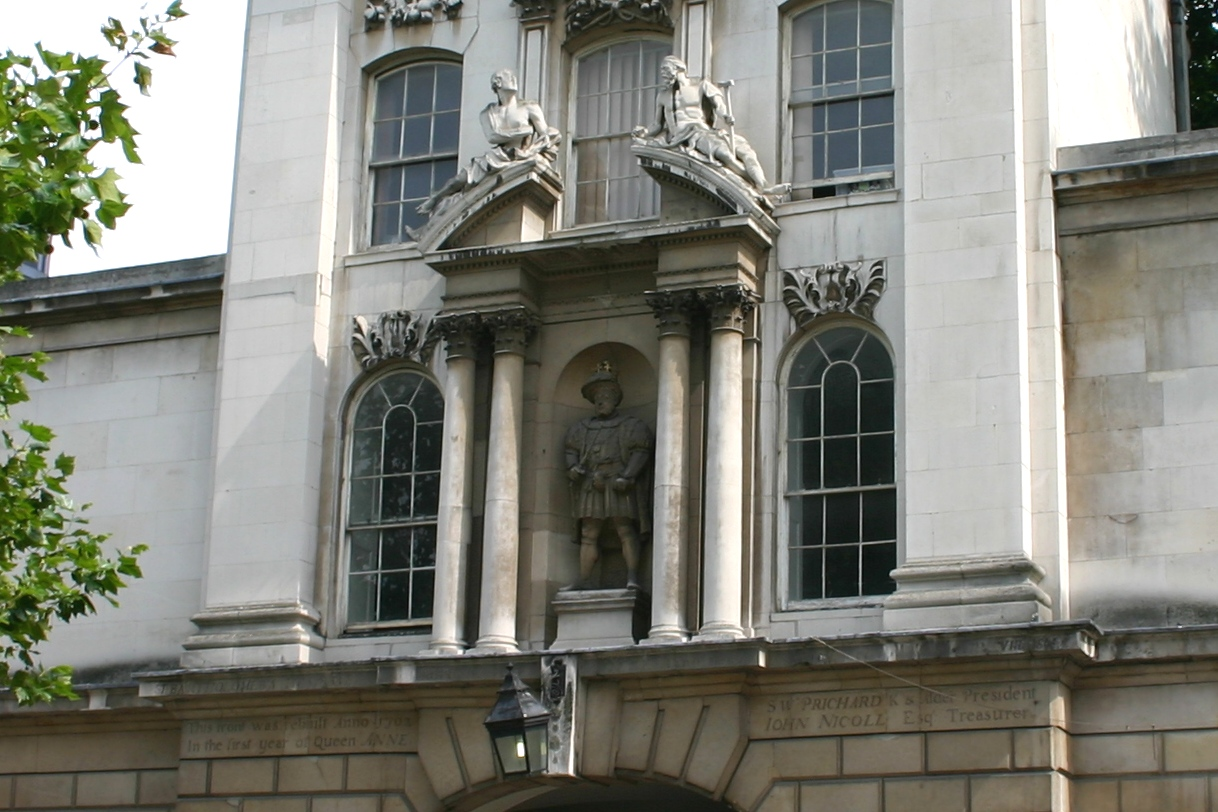
The Henry VIII Gate, St Bartholomew's Hospital.

Fu costruito nel 1702 e il lato nord si affaccia su Smithfield. Sull’arco è situata la statua del Re Enrico VIII, unica nel suo genere nella capitale britannica. La statua fu costruita da Francis Bird e la corona del re e lo scettro furono realizzati nel 1987 da John Sambrook. La corona rimpiazza quella precedente dell’eta vittoriana. Vicino al re vi sono due ulteriori strutture: una ritrae una stampella, l’altra sorregge una catapulta nella mano destra. Esse rappresentano la zoppaggine e la malattia. Sulla porta vi è un'iscrizione che recita:

### Little Britain

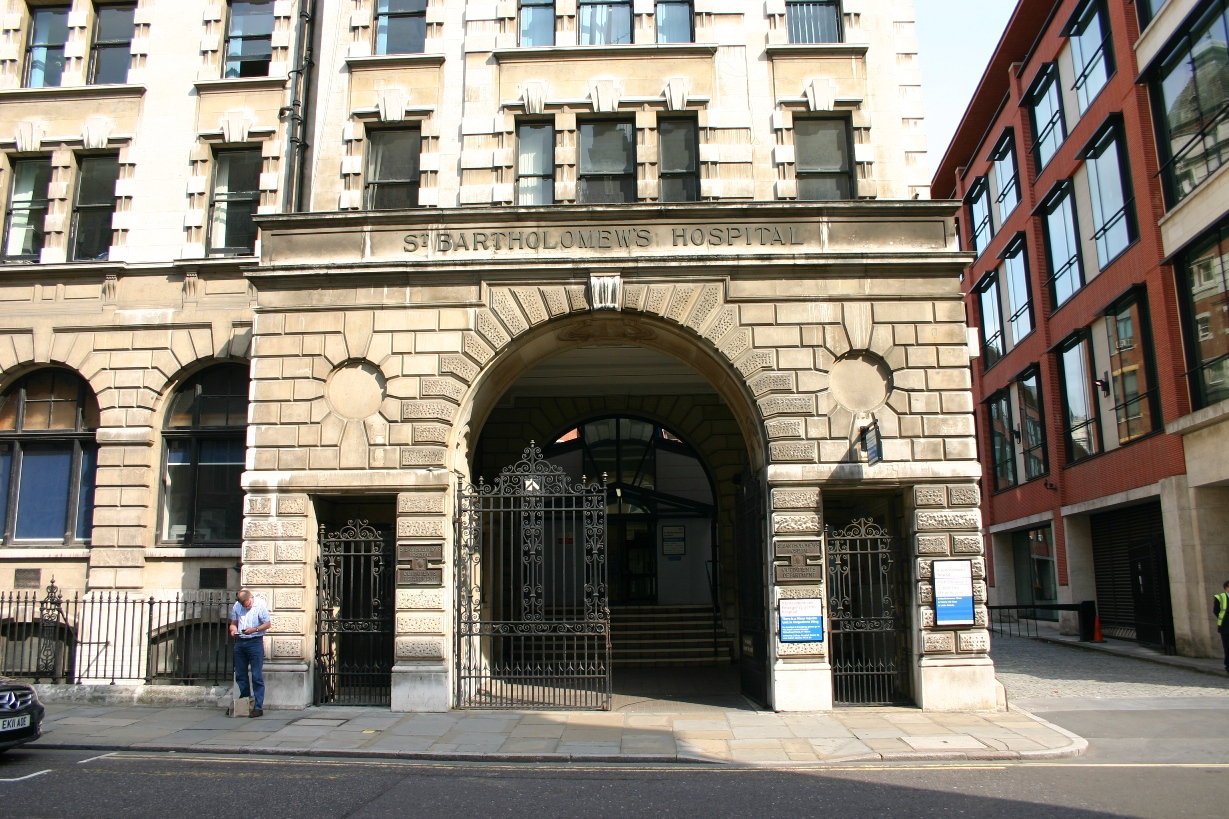
Entrata del St Bartholomew's Hospital, Litte Britain.

La parte nord della strada sembra ormai oggi una parte del Barts, ma non sempre fu così. Si può cercare indietro nel passato nel periodo del XIV secolo il nome “Brettone Street”, il quale deriva probabilmente dall’uomo di nome Robert le Bretoun che comprò durante quel periodo delle proprietà nelle immediate vicinanze. Durante il XVII secolo il nome Little Britain divenne ben radicato all’interno della popolazione e da quel momento la strada venne ricordata con tale appellativo. Il percorso parte dalla chiesa di San Botulfo situata in Aldersgate Street, prima procede verso est, successivamente a nord per una breve distanza e in ultimo nuovamente a est, affacciando per finire sul cancello del St Bartholomew’s Hospital. La strada che divide il sito originale dell’ospedale dal vicino podere del Bartholomew fu conosciuta come Duck Lane (la stradina delle anatre). Duck Lane fu famosa per le sue librerie: negli anni intorno al 1660 Samuel Pepys visitò il luogo svariate volte, e sul suo diario scrisse:
(Samuel Pepys)

### The Outer Court
La corte esterna giace tra la chiesa di St. Bartholomew the Less e l’Ala Nord (North Wing). Inizialmente era conosciuto come Cloisters, nome che probabilmente risale all’era dell’ospedale monastico. Nel 1720 lo storico John Strype lo descrisse come una struttura di pietra che ospitava file di negozi di sarte e di modisti. Il 25 Settembre 1729 fu approvata un’ordinanza che sanciva la demolizione del Cloisters per preparare il terreno per la costruzione dell’Ala Nord. La Corte Esterna ha raggiunto la sua forma attuale nei primi anni del ventesimo secolo quando, dopo aver ospitato il reparto elettrico, divenne un giardino. Negli anni successivi fu gradualmente ridotto di dimensioni. Nei primi anni ’90 furono fatti nuovi piani per la costruzione di un nuovo e moderno spazio verde.

### The Fountain
Fin dal 1859 la fontana fu il punto focale della piazza. Prima della sua costruzione il luogo era occupato da una sorgente, che era stata costruita nel 1809 insieme ad un apparato di pompaggio, come supplemento d’acqua per i reparti ospedalieri. Quando nel 1857 l’ospedale ricevette un adeguato supporto d’acqua attraverso i lavori della New River Company, la sorgente cessò di essere utilizzata e nel gennaio del 1858 i Governatori furono d’accordo nel vendere la vecchia pompa. Il Tesoriere, di rimando, insieme ad una parte del personale medico chiese che tale spazio vuoto fosse occupato, così nel settembre del 1859, venne presentata al governo la proposta formale di costruire una fontana.
(Governatori nel settembre 1859)
L’11 Ottobre 1859 il governo accettò la proposta, e la fontana divenne ben presto il punto d’incontro per lo staff medico e per gli studenti. Archibald Garrod nel “St Bartholomew’s Hospital Journal”, Luglio 1930, descrisse una tipica scena giornaliera del diciannovesimo e dell’inizio del ventesimo secolo.
(Archibald Garrod, "St Bartholomew's Hospital Journal", luglio 1930)